# 雪舞者
《雪舞者》（俄语：Та́нцы на снегу），哈薩克裔俄羅斯籍作家謝爾蓋·盧基揚年科於2002年出版的科幻小說，獲得俄羅斯的文學獎項愛麗絲獎。

## 故事簡介
居住於礦星的阿克列奇因父母自我犧牲而得到政府較多的生活補貼，不過小奇卻不願繼續留在礦星上，於是自願當上太空船的計算模組。小奇順利地去到新科威特，並認識了新朋友黎昂，可惜兩日新科威特後便被雪霜聯盟的催眠所攻陷，小奇帶同受到催眠的黎昂跟隨法格騎士史塔斯到阿瓦隆。但兩人不久又以間碟的身份回到新科威特調查雪霜聯盟的資料，回到新科威特不久兩人即被人悉破身份，史塔斯欲帶兩人回到阿瓦隆，中途小奇被雪霜聯盟的總統的複製人捉去，並告之小奇其實也是雪霜聯盟的總統的複製人。最終小奇仍然選擇協助讓人民有自由權的帝國，雪霜聯盟就此瓦解。